# Mu'er, Dangchang
Mu'er är en socken i nordvästra Kina. Den ligger i Dangchang härad i staden Longnan i provinsen Gansu, omkring 200 kilometer söder om provinshuvudstaden Lanzhou. Antalet invånare är 5 713. Befolkningen består av 2 813 kvinnor och 2 900 män. Barn under 15 år utgör 29,0 %, vuxna 15-64 år 62 %, och äldre över 65 år 8,0 %.